# Saft
SAFT (аббр. от фр. «La Société des Accumulateurs Fixes et de Traction») — промышленная компания, разработчик и производитель элементов питания и аккумуляторов на основе лития для промышленного, военного и космического применения. Штаб-квартира находится в Баньоле, Франция.
SAFT одной из первых начала разработку и производство литиевых элементов и литий-ионных аккумуляторов. Производственная история SAFT начинается в 1918 году, когда компания «La Société Industrielle des Accumulateurs Alcalins» (S.I.A.A) была переименована в «La Société des Accumulateurs Fixes et de Traction» (S.A.F.T). Сама же компания S.I.A.A. была основана швейцарским инженером-химиком Виктором Эрольдом в 1913 году, основываясь на технологиях, разработанных  Вальдемаром Юнгнером (англ.) и Томасом Эдисоном.